# プチ・バセット・グリフォン・バンデーン
プチ・バセット・グリフォン・ヴァンデーンは、犬の品種。
フランス原産の犬で、元は猟犬。性格は陽気で動物大好き人間大好きで、小さい子供にもとても優しい。耳長で胴長、巻き毛、短足。
飼いやすい犬種だが比較的活発な気質で、それなりの運動が必要となる。外では明朗快活で、人の言うことはよく聞き分ける。体重は11kg ～ 18kgで、一般的にはオスがメスより大きい。
日本ではまだ希少である。